# Jerome Don Pasquall
Jerome Don Pasquall (20 september 1902 - 18 oktober 1971) was een Amerikaanse jazz-klarinettist en saxofonist.
Pasquall groeide op in Saint Louis. Hij speelde al op jonge leeftijd in brassbands en diende in 1918 in een legerband, waar hij klarinet leerde spelen. In 1919 kreeg hij werk bij Ed Allen, hierna speelde hij in bands op stoomschepen op de Mississippi, geleid door Charlie Creath en Fate Marable. Hij studeerde aan het American Conservatory in Chicago en speelde in die tijd tenorsaxofoon bij het Dreamland Orchestra van Doc Cook. In Boston studeerde hij aan het New England Conservatory of Music. In de periode 1927-1928 werkte hij bij Fletcher Henderson. Terug in Chicago had hij een eigen band en speelde hij met onder meer Freddie Keppard, Dave Peyton, Jabbo Smith, Tiny Parham, The Blackbirds (waarmee hij in Europa toerde), Eddie South en opnieuw Henderson. Van 1937 tot 1944 was hij lid van het orkest van Noble Sissle. In de jaren erna deed hij voornamelijk sessiewerk in New York. Pasquall heeft nooit opgenomen als leider. Wel is hij te horen op opnames van Henderson, Sidney Bechet, Jimmy Noone, Roy Eldridge en Sister Rosetta Tharpe.